# Pasquale De Simone
Pasquale De Simone (Dignano, 18 dicembre 1924 – Gorizia, 2 aprile 2004) è stato un politico italiano.

## Biografia
Nato a Dignano d'Istria nel 1924, trascorse la giovinezza a Pola e qui militò nelle file della Resistenza, combattendo per la Pola italiana e partecipando alla fondazione del locale Comitato di liberazione nazionale, di cui fu segretario. Persa Pola, scelse di vivere in Italia, stabilendosi a Gorizia, dove fu molto attivo nell'ambito culturale cittadino.
Esponente della Democrazia Cristiana, fu eletto nel consiglio comunale goriziano nel 1965, ricoprendo anche la carica di assessore nella giunta presieduta da Michele Martina. Insieme allo stesso Martina e altri esponenti locali, contribuì a fondare nel 1966 l'Istituto per gli incontri culturali mitteleuropei. Dal marzo 1972 all'ottobre 1980 fu sindaco di Gorizia.
Come giornalista fu per molti anni direttore dell'Arena di Pola e collaboratore del Piccolo.
Morì a Gorizia, ricoverato all'ospedale di via Vittorio Veneto, il 2 aprile 2004.